# Сахалинский зооботанический парк
Сахалинский зооботанический парк — один из крупнейших зоопарков на Дальнем Востоке России. Единственный уголок живой природы, в единственной области РФ на островах, находящихся в экстремально снежных и неблагоприятных климатических условиях. После учреждения в 1993 году животные были помещены на территории городского парка культуры и отдыха, в 1995 году предприятие было перенесено на новое место. Является членом Евроазиатской региональной ассоциации зоопарков и аквариумов (ЕАРАЗА) и Союза зоопарков и аквариумов (СОЗАР).
Учредителем является Министерство культуры и архивного дела Сахалинской области.

## История

### Зоосад на территории городского парка
Впервые зооуголок появился в японский период 1905-1945 годы на территории городского парка. В нем содержались медведи, олени, различные мелкие животные и редкие виды птиц. Старожилы Южно‐Сахалинска вспоминают, как в первые послевоенные годы на Верхнем пруду плавали лебеди. Возможно, птицы были приручены японцами. На протяжении нескольких десятилетий водоем чаще называли Лебединым озером.
В середине 1970-х годов администрация парка задумала создать на островке у пруда живой уголок. Планировалось разместить в нем медведей и лис. Для начала приобрели пару лебедей. Птиц поселили на Верхнем пруду. Затем появились медвежата. Клетку с ними установили около верхнего детского бассейна. За год животные подросли и стали представлять опасность для окружающих, кроме того, отсутствовали необходимые ветеринарно‐санитарные условия для их содержания. В результате от содержания медведей пришлось отказаться.
На пруду продолжали жить лебеди. Их, пораненных и ослабленных, не улетевших с «собратьями» в теплые края, в парк привозили добрые люди. Первое время птицы были пугливы и держались подальше от берега. На зиму их селили в теплое помещение на хоздворе. Несколько лет они украшали водную гладь, а потом их не стало. Кто‐то улетел, а кто‐то поплатился за свое доверие к людям.
В апреле 1989 года горисполком разрешил проектирование и строительство зоологического сада в северо‐западной части парка. Значительную часть парка обнесли металлической оградой и начали доставлять животных. Летом привезли несколько северных оленей. Вскоре они погибли. Привычной пищей их не обеспечили, а другой корм оказался для них губительным. Животным часто досаждали мальчишки. Забравшись в вольеры, они дразнили парнокопытных. Дирекции пришлось заключить договор с кооперативом, предоставлявшим услуги по охране.
Спустя год, когда строительство зоосада заканчивалось, провели его санитарное обследование. Комиссия выявила множество серьезных нарушений по содержанию животных. Отсутствовала и санитарно‐защитная зона вокруг зоосада. Создатели зверинца задумывали его как природный класс, но посетителей ждала безрадостная картина, вызывавшая у большинства лишь чувство жалости.

### Сахалинский зоопарк
1 декабря 1993 года по решению мэра города Южно-Сахалинска И. П. Фархутдинова было создано муниципальное предприятие «Сахалинский зоопарк». В 1994 году животные были временно размещены на территории городского парка культуры и отдыха, так как здания загородного детского сада, куда планировался последующий переезд, находились в аварийном состоянии. Помимо построек, зоопарк получил четыре гектара леса.
В 1995 году из муниципального предприятия зоопарк был преобразован в учреждение культуры города. Животных разместили на 600 кв. м. О них заботились 20 работников зоопарка. На тот момент в зоопарке находилось 47 животных – представителей 21 вида.
В сентябре 2000 года губернатор принял решение о реконструкции зоопарка, который переименовали в зооботанический парк и передали в областную собственность.
На 1 февраля 2013 года в Сахалинский зооботанический парк насчитывает 174 вида и 489 экземпляров животных, в ботанической коллекции 12 видов кустарников, 15 видов деревьев, 7 видов лиан, 90 видов культурных растений, 80 видов травянистых растений и 40 видов грибов.
В период 2001-2004  годы построили вольер для оленей, частично выполнили планировку и отсыпку территории, установили пешеходные бордюры, построили ограждение. Административное здание и помещение террариума подверглись капитальному ремонту. Построили конюшню и вольеры для бурых медведей, псовых, лис, выкопали  водоём для водоплавающих птиц.
С 2005 года начинается второй  этап строительства зоопарка. Строится новая конюшня, с выгульными вольерами для лошадей, виварий для разведения кормового поголовья. Частично асфальтируются пешеходные дорожки. Начинает работу контактный зоопарк, в котором содержатся кролики, морские свинки, песчанки, голуби и другие животные, которых можно погладить. Вводится в эксплуатацию вольер «Хищные кошки». В связи с этим были приобретены ценные виды, такие как дальневосточный леопард, сибирская рысь, тигр амурский.
С 2010 года начинается реконструкция озера для водоплавающей птицы и строительство капитально здания для содержания и экспозиции курообразных и гусеобразных птиц.
С 2013 года началось строительство кормоблока, очень важного и нужного помещения для зоопарка. В этом здании разместится современное новейшее оборудование, помещения для хранения кормов и приготовления пищи. Был произведён капитальный ремонт почти всех вольеров, велись работы по благоустройству и озеленению территории зоопарка.

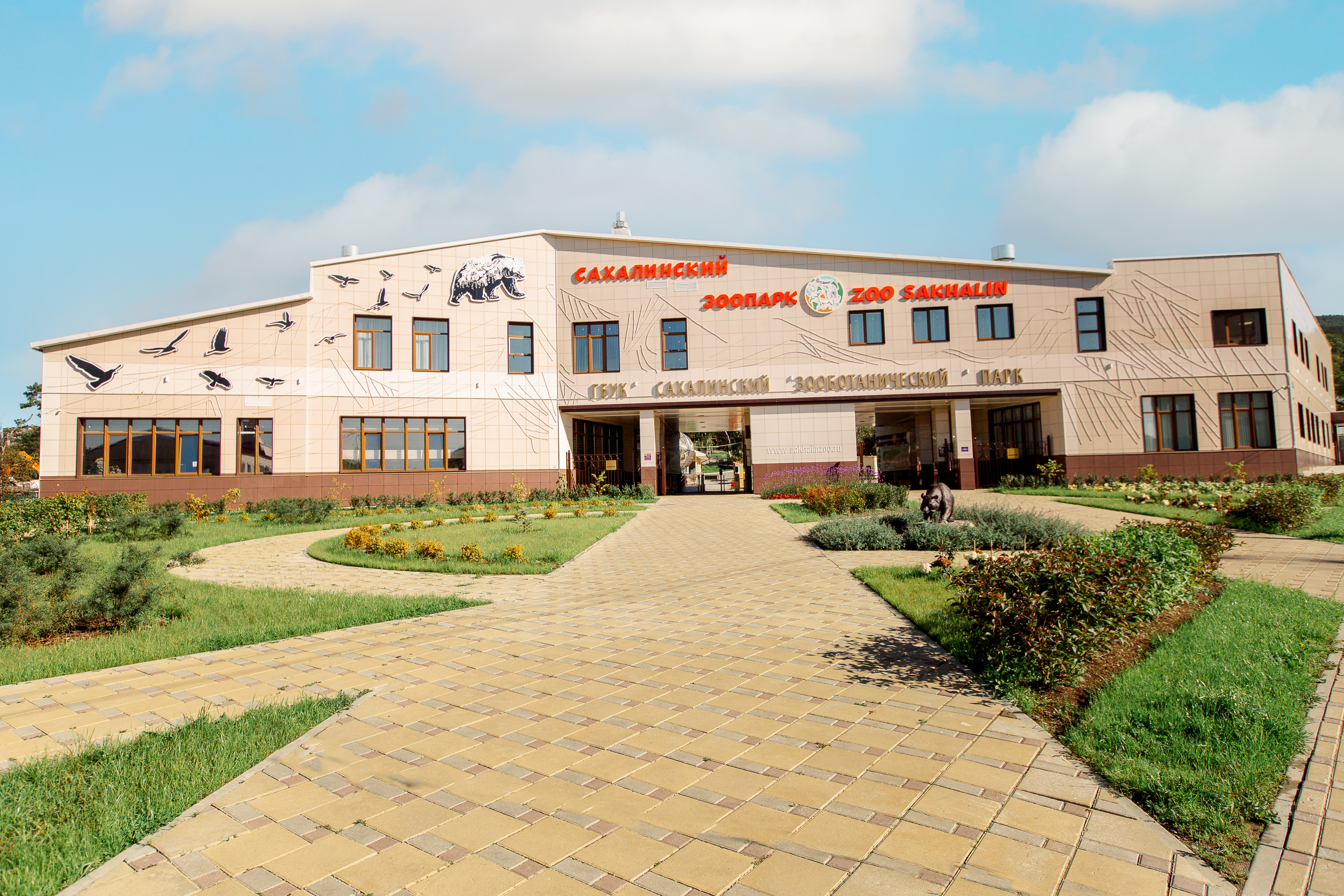
Входная группа Сахалинского зооботанического парка

Реконструкция происходит и по сей день, зоопарк развивается. Вольеры для зверей постоянно утепляются, расширяются и отстраиваются заново.
На декабрь 2016  года  в зоопарке проживает  176  видов и  533 экземпляра животных.
В ботанической коллекции зоопарка растут 12 видов кустарников, 15 видов деревьев,  7 видов лиан, 90 видов культурных растений, 80 видов травянистых растений и 40 видов шляпочных и паразитирующих на деревьях грибов.
Сахалинский зооботанический парк – единственный в Сахалинской области, с  1994 года  является действительным членом Евро‐Азиатской региональной ассоциации зоопарков и аквариумов (ЕАРАЗА).

## Коллекция животных
| № | Виды животных                    | 2010 | 2010  | 2011 | 2011  | 2012 | 2012  | 2013 | 2013  | 2014 | 2014  | 2015 | 2015  | 2016 | 2016  | 2017 | 2017  | 2018 | 2018  | 2019 | 2019  | 2020 | 2020  | 2021 | 2021  | 2022 | 2022  |
| № | Виды животных                    | Вид  | Особь | Вид  | Особь | Вид  | Особь | Вид  | Особь | Вид  | Особь | Вид  | Особь | Вид  | Особь | Вид  | Особь | Вид  | Особь | Вид  | Особь | Вид  | Особь | Вид  | Особь | Вид  | Особь |
| - | -------------------------------- | ---- | ----- | ---- | ----- | ---- | ----- | ---- | ----- | ---- | ----- | ---- | ----- | ---- | ----- | ---- | ----- | ---- | ----- | ---- | ----- | ---- | ----- | ---- | ----- | ---- | ----- |
| 1 | Брюхоногие - Gastropoda          |      |       |      |       |      |       |      |       |      |       |      |       |      |       |      |       |      |       | 1    | 2     | 2    | 9     | 2    | 14    | 2    | 14    |
| 2 | Губоногие (Хилоподы) - Chilopoda |      |       |      |       |      |       |      |       |      |       |      |       |      |       |      |       | 1    | 1     | 1    | 1     | 1    | 1     |      |       |      |       |
| 3 | Земноводные - Amphibia           |      |       |      |       |      |       |      |       |      |       |      |       | 11   | 37    | 13   | 66    | 13   | 63    | 14   | 64    | 14   | 59    | 14   | 58    | 15   | 61    |
| 4 | Костные рыбы - Osteichthyes      |      |       |      |       |      |       |      |       |      |       |      |       | 1    | 1     |      |       | 78   | 699   | 82   | 696   | 79   | 678   | 86   | 727   | 88   | 731   |
| 5 | Млекопитающие - Mammalia         |      |       |      |       |      |       |      |       |      |       |      |       | 48   | 170   | 46   | 163   | 51   | 172   | 50   | 185   | 56   | 209   | 57   | 178   | 54   | 186   |
| 6 | Насекомые - Insecta              |      |       |      |       |      |       |      |       |      |       |      |       | 15   | 70    | 18   |       | 8    | 40    | 8    | 40    | 9    | 44    | 9    | 49    | 9    | 49    |
| 7 | Паукообразные - Arachnida        |      |       |      |       |      |       |      |       |      |       |      |       |      |       |      |       | 9    | 13    | 8    | 12    | 10   | 14    | 9    | 13    | 9    | 13    |
| 8 | Пресмыкающиеся - Reptilia        |      |       |      |       |      |       |      |       |      |       |      |       | 36   | 69    | 39   | 83    | 40   | 84    | 41   | 85    | 42   | 86    | 44   | 83    | 46   | 84    |
| 9 | Птицы - Aves                     |      |       |      |       |      |       |      |       |      |       |      |       | 65   | 186   | 60   | 165   | 57   | 178   | 55   | 189   | 56   | 200   | 51   | 192   | 50   | 185   |
|   | ИТОГО                            | 165  | 426   | 169  | 472   | 172  | 471   | 170  | 494   | 176  | 524   | 174  | 520   | 176  | 533   | 253  | 1234  | 257  | 1250  | 260  | 1274  | 269  | 1300  | 272  | 1314  | 273  | 1323  |

94 видов животных занесены в Международную Красную книгу: грифовая черепаха, дальневосточная мягкотелая черепаха, лев африканский, уссурийский (гималайский) медведь, енотовидная собака, северный олень и др.

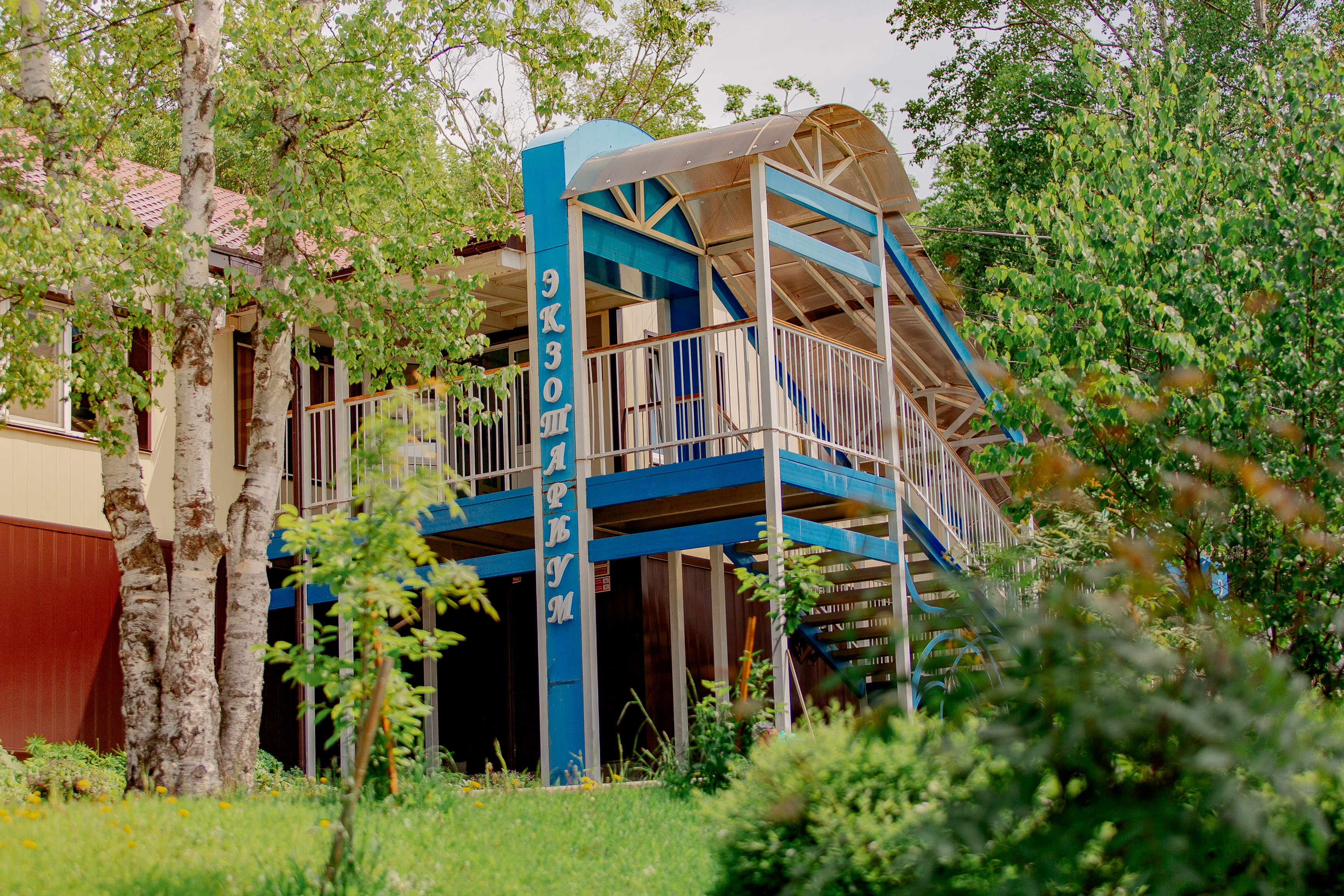
Экзотариум Сахалинского зооботанического парка

12 видов животных занесены в Красную Книгу России: лебедь кликун, олень уссурийский пятнистый, тигр амурский, обыкновенный филин и др.
8 видов животных занесены в Красную книгу (МСОП): белохвостый орлан, белоплечий орлан, леопард дальневосточный, рыбный филин и т.п.
32 вида животных занесены в приложение (СИТЕС) Конвенции о международной торговле видами дикой фауны и флоры, находящихся под угрозой уничтожения: крокодиловый кайман, звёздчатая черепаха, какаду Гоффина, волк обыкновенный и др.

## Руководители зоопарка
- 01.12.1993 - 20.03.2007 гг. — Здорнов Игорь Гаврилович, директор МП "Сахалинский зоопарк";
- 21.03.2007 - 2010 гг. — Гурциев Тамаз Михайлович, директор ОГУК "Сахалинский зооботанический парк";
- 2010 — 2010 гг. — Ястребцова Светлана Валерьевна, и.о. директора ОГУК "Сахалинский зооботанический парк";
- 31.05.2010 — 2011 гг. — Карпухин Николай Васильевич, директор ОГУК "Сахалинский зооботанический парк";
- 26.04.2011 - 02.10.2011 гг. — Карпухина Тамара Юрьевна, и.о. директора ГБУК "Сахалинский зооботанический парк";
- 03.10.2011 - 31.01.2013 гг. — Карпухина Тамара Юрьевна, директор ГБУК "Сахалинский зооботанический парк";
- 01.02.2013 - 31.08.2014 гг. — Сергеев Степан Михайлович, и.о. директора ГБУК "Сахалинский зооботанический парк";
- 01.09.2014 - н.в. — Сергеев Степан Михайлович, директор ГБУК "Сахалинский зооботанический парк".

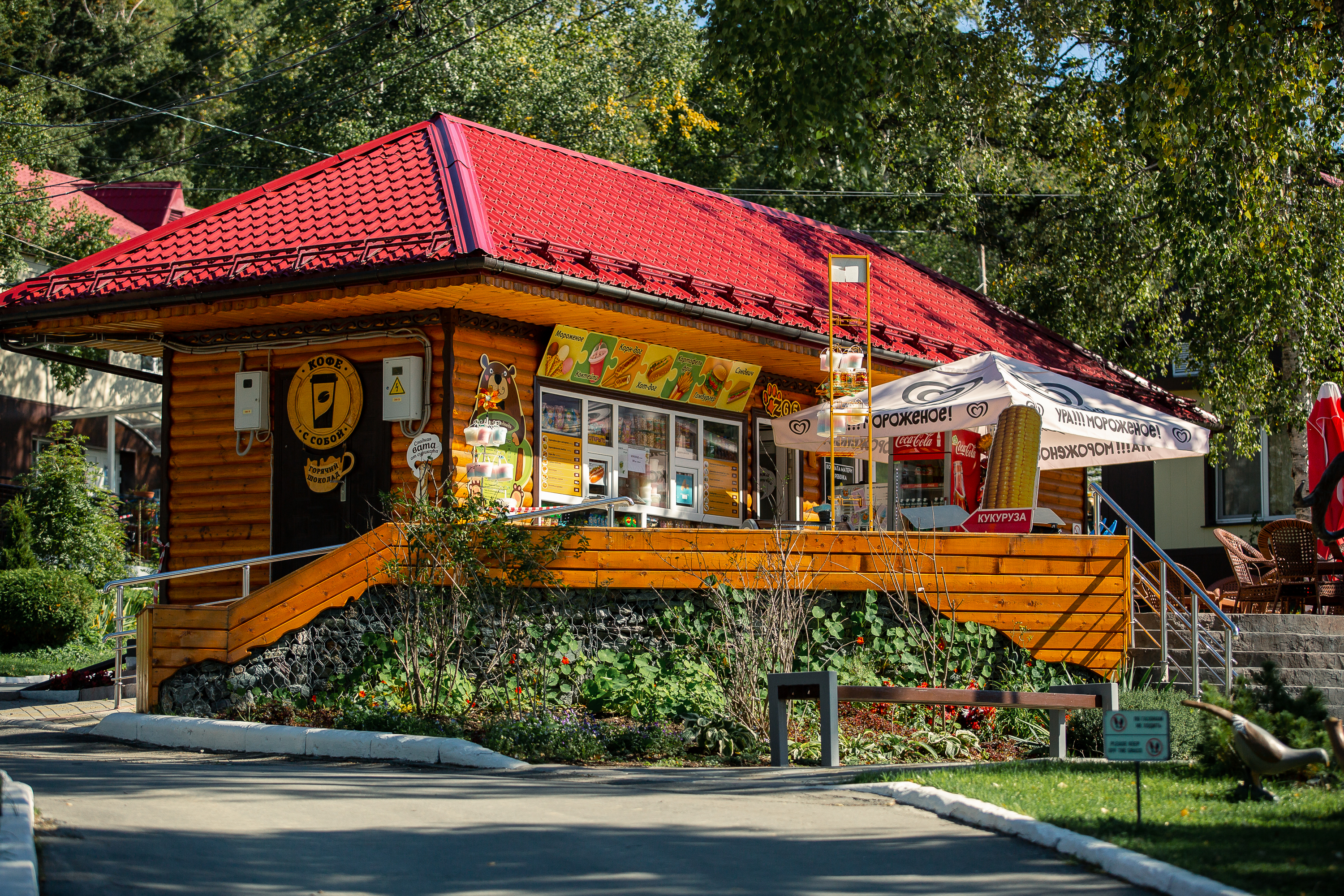
Кафе на территории зооботпарка

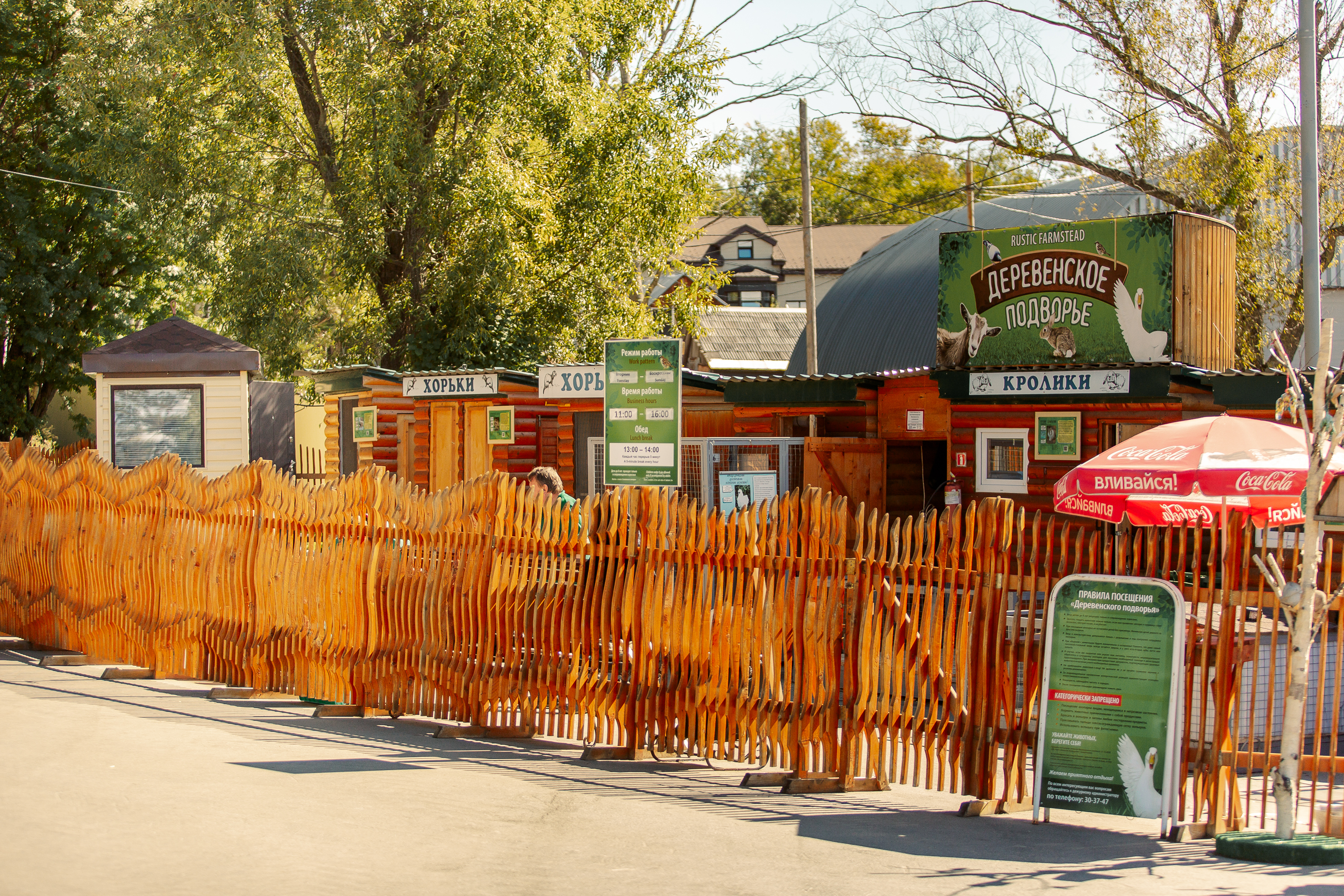
Деревенское подворье

## Примечание
1. ↑  Евроазиатская региональная ассоциация зоопарков и аквариумов. ЕАРАЗА.ru. Дата обращения: 26 мая 2022. Архивировано 3 июня 2022 года.
2. ↑  Союз зоопарков и аквариумов России. СоЗАР.ru. Дата обращения: 26 мая 2022. Архивировано 19 мая 2020 года.